# Graphiphora basilinea
Graphiphora basilinea là một loài bướm đêm trong họ Noctuidae.